# Santa Fe, Cebu
Santa Fe là một đô thị hạng 5 trên đảo Bantayan ở tỉnh Cebu, Philippines. Theo điều tra dân số năm 2007, đô thị này có dân số 26.826 người. Santa Fe giáp thị xã Bantayan.

## Các đơn vị dân cư
Santa Fe được chia thành các đơn vị hành chính gồm 10 khu dân cư (khu phố) (barangay).
- Hagdan
- Hilantagaan
- Kinatarkan
- Langub
- Maricaban
- Okoy
- Poblacion
- Balidbid
- Pooc
- Talisay